# 송병대
송병대(宋丙大, 1949년 1월 20일 ~  )는 대한민국의 정치인이다. 제16대 국회의원을 지냈다.

## 학력
- 천동초등학교 졸업
- 대전중학교 졸업
- 대전고등학교 졸업
- 서울대학교 법과대학
- 숭실대학교 통일정책대학원(수료)

## 경력
- 대우실업(주), 해외건설협회
- 민정당 공채3기 중앙사무처
- 민정당 기획ㆍ문화ㆍ조직부장, 조직ㆍ직능ㆍ정책ㆍ기획조정 부국장
- 민정당 사무총장 보좌역, 보사, 문공, 문교, 통일정책 전문위원
- 청와대 정무비서실 행정관
- 민자당 사무총장 보좌역, 보사정책심의위원, 통일전문위원
- 민자당 대전시지부사무처처장
- 신한국당 문체공보전문위원(1급), 국제국 국장
- 신한국당 대표위원실 당무담당 보좌역
- 한나라당 기획조정국 국장, 정치대학원 운영위원, 교무처장
- 한나라당 정책위원회 과학기술정보분과위원회 부위원장
- 한나라당 대전시지부 상임부위원장
- 서울대학교 총동문회 이사
- 매헌 윤봉길 기념사업회 이사
- 국민의힘 윤석열 제20대 대통령 선거 예비후보 국민캠프 조직본부 특보단 조직특보

## 역대 선거 결과
|  | 37.9% |

|  | 22.41% |